# Papi Chulo
Papi Chulo je americko-irský hraný film z roku 2018, který režíroval John Butler podle vlastního scénáře. Film popisuje vztah mezi mladším osamělým Američanem a postarším ilegálním Mexičanem. Snímek měl světovou premiéru na Mezinárodním filmovém festivalu v Torontu 8. září 2018. V ČR byl uveden v roce 2019 na filmovém festivalu Febiofest pod názvem Hodinový přítel.

## Děj
Sean pracuje v místní televizi, kde uvádí počasí. Před šesti měsíci přišel o přítele Carlose a jednoho dne se v přímém přenosu psychicky složí. Dostane proto povinnou dovolenou, aby se zotavil. Sean se zbavil poslední vzpomínky na Carlose, tj. stromu na terase. Ovšem po květináči zůstal na podlaze obtisk. Rozhodne se přetřít celou terasu a najme si na práci ilegálního Mexičana Ernesta. Sean má jen základy španělštiny a Ernesto mluví jen minimálně anglicky. Sean se má komu svěřovat se svými pocity, přestože mu Ernesto skoro nerozumí. Mezi oběma muži vznikne přátelství.

## Obsazení
| Matt Bomer              | Sean    |
| Alejandro Patino        | Ernesto |
| Elena Campbell-Martinez | Linda   |
| Wendi McLendon-Covey    | Ash     |
| Michael Shepperd        | Stan    |
| Tommie Earl Jenkins     | Tom     |
| Shaughn Buchholz        | Mike    |

## Ocenění
- Toronto International Film Festival: Grolsch People's Choice Award (nominace)